# Bianca Jhordão
Bianca Jhordão (Río de Janeiro, 4 de agosto de 1977) es una cantante brasileña, vocalista de la banda de rock alternativo y pop rock Leela.

## Carrera
Bianca Jhordão, a los 16 años, lideró "Alternative Mind", un programa que se transmitió en Rádio Tribuna FM, en Petrópolis, Río de Janeiro. Presentó el programa con Sidarta De Lucca, quien transmitía noticias de la escena indie-rock. Junto a Bia Grabois presentó "Lado Bia", un programa semanal de Rádio Viva Rio en 2001. En 2006, Jhordão dirigió durante una temporada el programa "A Hora dos Perdidos", en Rádio Cidade FM.
En 1998, Jhordão creó Polux, su primera banda. Estuvieron de gira durante tres años en la escena underground realizando varias presentaciones en diversas salas y festivales, incluyendo un show con la banda alemana de Atari Teenage Riot.
Junto con el guitarrista Rodrigo Brandão, formó la banda Leela. En 2004, se lanzó el primer álbum de la banda, de título homónimo, que incluía canciones como "Te Procuro", que fue el tema de la telenovela Malhação, y "Odeio Gostar ". En 2007, se lanzó el segundo álbum de Leela, "Pequenas Caixas". En 2007, Bianca se mudó a São Paulo y fue invitada a presentar el programa "Nickers", del canal Nickelodeon. 
En 2009, comenzó a presentar el programa "Combo: Fala + Joga", en el canal PlayTV. En 2014, Bianca se convirtió en juez en el reality show "Breakout Brasil", en el canal Sony Brasil.